# داريل غراي
داريل غراي هو سياسي كندي، ولد في 29 ديسمبر 1946 في كندا. حزبياً، نشط في الحزب الكندي التقدمي المحافظ. وقد انتخب عمدة وانتخب عضو مجلس العموم الكندي.